# Бунић (презиме)
Бунић је хрватско и српско презиме.

## Познати људи
- Душко Бунић (1989), бивши српски кошаркаш
- Сима Бунић (1882—1914), српски глумац, драматург, редитељ, драмски писац и управник више позоришта